# مت او مهونی
مت او مهونی (انگلیسی: Matt O'Mahoney; ۱۹ ژانویهٔ ۱۹۱۳ – ۱۹۹۲ (۷۸−۷۹ سال)) بازیکن فوتبال اهل بریتانیا بود.
از باشگاه‌هایی که در آن بازی کرده‌است می‌توان به باشگاه فوتبال ایپسویچ تاون، باشگاه فوتبال لیورپول، باشگاه فوتبال بریستول سیتی، باشگاه فوتبال نیوپورت کانتی، باشگاه فوتبال بریستول راورز، و باشگاه فوتبال ولورهمپتون واندررز، باشگاه فوتبال روچدیل، باشگاه فوتبال ساوتپورت، باشگاه فوتبال ترانمره راورز، باشگاه فوتبال بریستول راورز، و تیم ملی فوتبال جمهوری ایرلند اشاره کرد.